# Live at Gilman Street
Live at Gilman Street è il quarto EP del gruppo musicale statunitense Green Day, pubblicato nel 1993 dalla Skene! Records.

## Tracce
- Lato A

1. Longview

- Lato B

1. Better Not Come Around
2. Don't Leave Me

## Formazione
- Billie Joe Armstrong – voce, chitarra
- Mike Dirnt – basso, cori
- Tré Cool – batteria